# Thometzekita
La thometzekita és un mineral de la classe dels fosfats que pertany al grup de la tsumcorita. Rep el nom de Wilhelm Thometzek, director de la mina de Tsumeb de 1912 a 1922.

## Característiques
La thometzekita és un arsenat de fórmula química PbCu²⁺₂(AsO₄)₂(H₂O)₂. Va ser aprovada com a espècie vàlida per l'Associació Mineralògica Internacional l'any 1982, sent publicada per primera vegada el 19895. Cristal·litza en el sistema monoclínic. La seva duresa a l'escala de Mohs es troba entre 4 i 5. Es pot confondre fàcilment amb la gartrel·lita.
Segons la classificació de Nickel-Strunz, la thometzekita pertany a «08.CG - Fosfats sense anions addicionals, amb H₂O, amb cations de mida mitjana i gran, RO₄:H₂O = 1:1» juntament amb els següents minerals: cassidyita, col·linsita, fairfieldita, gaitita, messelita, parabrandtita, talmessita, hillita, brandtita, roselita, wendwilsonita, zincroselita, rruffita, ferrilotharmeyerita, lotharmeyerita, mawbyita, mounanaïta, tsumcorita, cobaltlotharmeyerita, cabalzarita, krettnichita, cobalttsumcorita, niquellotharmeyerita, manganlotharmeyerita, schneebergita, niquelschneebergita, gartrellita, helmutwinklerita, zincgartrel·lita, rappoldita, fosfogartrel·lita, lukrahnita, pottsita i niqueltalmessita.

## Formació i jaciments
Va ser descoberta a la mina de Tsumeb, a la Regió d'Oshikoto (Namíbia). També ha estat descrita en altres indrets de França, Alemanya, República Txeca, Grècia, Rússia i els Estats Units. Als territoris de parla catalana ha estat descrita a la mina l'Alforja, situada a la localitat del mateix nom, al Baix Camp.